# Stenaliodes arnoldi
Stenaliodes arnoldi es una especie de coleóptero de la familia Mordellidae.

## Distribución geográfica
Habita en las  cataratas Victoria entre los países Zambia y Zimbabue.